# Prince of Wales Trophy

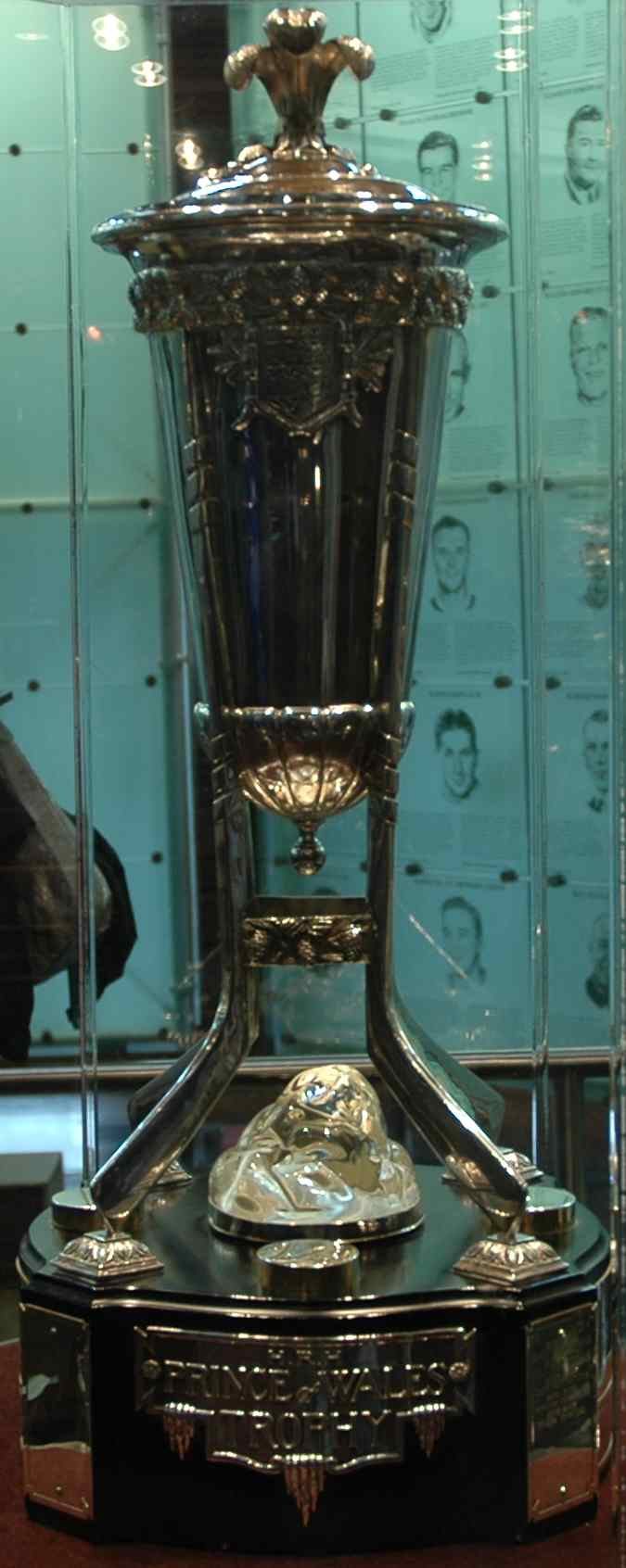
Die Prince of Wales Trophy in der Hockey Hall of Fame in Toronto

Die Prince of Wales Trophy ist eine Eishockey-Trophäe, die in der National Hockey League seit 1992 jährlich an das Team vergeben wird, das das Conference-Finale der Eastern Conference gewinnt (und somit in das Stanley-Cup-Finale aufsteigt). Sie wurde im Jahr 1924 vom damaligen Prince of Wales (später König Eduard VIII.) gestiftet. Das Gegenstück dazu, das der Gewinner der Western Conference gewinnt, ist die Clarence S. Campbell Bowl.
Bedingt durch verschiedene Strukturänderungen und Umbenennungen innerhalb der NHL-Divisionen bzw. Conferences änderte sich auch der Empfänger dieser Trophäe mehrmals:
- ab 1924: bestes Team des Grunddurchganges der American Division
- ab 1939: bestes Team des Grunddurchganges (ab dieser Saison gab es nur mehr eine Division)
- ab 1968: bestes Team des Grunddurchganges der neu geschaffenen East Division
- ab 1975: bestes Team des Grunddurchganges der Wales Conference
- ab 1982: Playoff-Sieger der Wales Conference
- ab 1992: Playoff-Sieger der Eastern Conference

Rekordhalter sind die Canadiens de Montréal, die sich diese Trophäe bereits 25-mal sichern konnten (zuletzt 1993).
Erfolgreichstes US-Team sind die Boston Bruins. Sie konnten sich die Trophäe 16-mal sichern.
Die Detroit Red Wings, Chicago Blackhawks, New York Islanders, die Philadelphia Flyers und die Canadiens de Montréal gewannen sowohl die Prince of Wales Trophy als auch die Clarence S. Campbell Bowl.

## Liste der Gewinner
| - 2025 Florida Panthers - 2024 Florida Panthers - 2023 Florida Panthers - 2022 Tampa Bay Lightning - 2021 Tampa Bay Lightning - 2020 Tampa Bay Lightning - 2019 Boston Bruins - 2018 Washington Capitals - 2017 Pittsburgh Penguins - 2016 Pittsburgh Penguins - 2015 Tampa Bay Lightning - 2014 New York Rangers - 2013 Boston Bruins - 2012 New Jersey Devils - 2011 Boston Bruins - 2010 Philadelphia Flyers - 2009 Pittsburgh Penguins - 2008 Pittsburgh Penguins - 2007 Ottawa Senators - 2006 Carolina Hurricanes - 2005 Saison wurde abgesagt - 2004 Tampa Bay Lightning - 2003 New Jersey Devils - 2002 Carolina Hurricanes - 2001 New Jersey Devils - 2000 New Jersey Devils - 1999 Buffalo Sabres - 1998 Washington Capitals - 1997 Philadelphia Flyers - 1996 Florida Panthers - 1995 New Jersey Devils - 1994 New York Rangers - 1993 Canadiens de Montréal - 1992 Pittsburgh Penguins | - 1991 Pittsburgh Penguins - 1990 Boston Bruins - 1989 Canadiens de Montréal - 1988 Boston Bruins - 1987 Philadelphia Flyers - 1986 Canadiens de Montréal - 1985 Philadelphia Flyers - 1984 New York Islanders - 1983 New York Islanders - 1982 New York Islanders - 1981 Canadiens de Montréal - 1980 Buffalo Sabres - 1979 Canadiens de Montréal - 1978 Canadiens de Montréal - 1977 Canadiens de Montréal - 1976 Canadiens de Montréal - 1975 Buffalo Sabres - 1974 Boston Bruins - 1973 Canadiens de Montréal - 1972 Boston Bruins - 1971 Boston Bruins - 1970 Chicago Black Hawks - 1969 Canadiens de Montréal - 1968 Canadiens de Montréal - 1967 Chicago Black Hawks - 1966 Canadiens de Montréal - 1965 Detroit Red Wings - 1964 Canadiens de Montréal - 1963 Toronto Maple Leafs - 1962 Canadiens de Montréal - 1961 Canadiens de Montréal - 1960 Canadiens de Montréal - 1959 Canadiens de Montréal - 1958 Canadiens de Montréal | - 1957 Detroit Red Wings - 1956 Canadiens de Montréal - 1955 Detroit Red Wings - 1954 Detroit Red Wings - 1953 Detroit Red Wings - 1952 Detroit Red Wings - 1951 Detroit Red Wings - 1950 Detroit Red Wings - 1949 Detroit Red Wings - 1948 Toronto Maple Leafs - 1947 Canadiens de Montréal - 1946 Canadiens de Montréal - 1945 Canadiens de Montréal - 1944 Canadiens de Montréal - 1943 Detroit Red Wings - 1942 New York Rangers - 1941 Boston Bruins - 1940 Boston Bruins - 1939 Boston Bruins - 1938 Boston Bruins - 1937 Detroit Red Wings - 1936 Detroit Red Wings - 1935 Boston Bruins - 1934 Detroit Red Wings - 1933 Boston Bruins - 1932 New York Rangers - 1931 Boston Bruins - 1930 Boston Bruins - 1929 Boston Bruins - 1928 Boston Bruins - 1927 Ottawa Senators - 1926 Montreal Maroons - 1925 Canadiens de Montréal - 1924 Canadiens de Montréal |

## Medaillenspiegel
| Platz | Verein                                        | Anzahl |
| ----- | --------------------------------------------- | ------ |
| 1     | Canadiens de Montréal                         | 25     |
| 2     | Boston Bruins                                 | 18     |
| 3     | Detroit Red Wings                             | 13     |
| 4     | Pittsburgh Penguins                           | 6      |
| 5     | New Jersey Devils                             | 5      |
|       | Tampa Bay Lightning                           | 5      |
| 7     | Florida Panthers                              | 4      |
|       | New York Rangers                              | 4      |
|       | Philadelphia Flyers                           | 4      |
| 10    | Buffalo Sabres                                | 3      |
|       | New York Islanders                            | 3      |
| 12    | Carolina Hurricanes                           | 2      |
|       | Chicago Blackhawks                            | 2      |
|       | Ottawa Senators (1893) Ottawa Senators (1991) | 2      |
|       | Toronto Maple Leafs                           | 2      |
|       | Washington Capitals                           | 2      |
| 17    | Montreal Maroons                              | 1      |